# Hornsömmern
Hornsömmern é um município da Alemanha, situado no distrito de Unstrut-Hainich, no estado da Turíngia. Tem 4,28 km² de área, e sua população em 2019 foi estimada em 162 habitantes.